# 斯洛茨堡 (紐約州)
斯洛茨堡（英語：Sloatsburg）是位於美國紐約州羅克蘭縣的村。

## 人口
根據2020年美國人口普查的數據，斯洛茨堡的面積為6.57平方千米，當中陸地面積為6.47平方千米，而水域面積為0.10平方千米。當地共有人口3036人，而人口密度為每平方千米462人。